# Brachythemis contaminata
Brachythemis contaminata е вид разнокрило водно конче от семейство Плоски водни кончета (Libellulidae). Видът е описан за пръв път от Йохан Фабрициус през 1793 г. и е включен в Червения списък на световнозастрашените видове, като незастрашен. Няма известни подвидове.

## Описание
Мъжките екземпляри имат кафяви очи. Тялото е маслинено-кафяво до червеникаво кафяво, с две хоризонтални червено-кафяви ивици. На дължина достига до 18 – 21 mm. Краката са тъмно кафяви. Предните и задните криле са прозрачни с червеникави жилки, и имат ярко оранжево петно. Размахът им е около 20 – 23 mm. Коремът е ярко червен.
Женските имат жълто-бяла глава и светлокафяви очи. Тялото е бледо жълто-зелено, като в центъра на гърба има кафяви тесни хоризонтални ивици. На дължина достигат до 18 – 20 mm. Краката са подобни на тези на мъжките. Крилата са прозрачни с оранжеви петна по тях и имат размах около 22 – 25 mm. Коремът е бледо зелено-кафяв.

## Разпространение и местообитание
Тези водни кончета са масово разпространени в Ориента. Обитават замърсените води на канализационни ями, блата, езера и язовири. Понякога се събират в група от по над 1000 вида. Летят много близо до земята.